# Barbara Blatter
Barbara Blatter (ur. 22 grudnia 1970 w Wattwil) – szwajcarska kolarka górska, srebrna medalistka olimpijska, trzykrotna medalistka mistrzostw świata, trzykrotna medalistka mistrzostw Europy oraz trzykrotna zdobywczyni Pucharu Świata.

## Kariera
Jej olimpijskim debiutem były igrzyska w Sydney w 2000 roku, gdzie wywalczyła srebrny medal, ulegając jedynie Włoszce Paoli Pezzo. Startowała także na igrzyskach olimpijskich w Atenach jednakże nie ukończyła zawodów.
Nigdy nie zdobyła indywidualnego medalu mistrzostw świata. Najbliżej tego osiągnięcia była w 2000 roku, kiedy podczas mistrzostw w Sierra Nevada zajęła czwarte miejsce w cross-country, przegrywając walkę o brązowy medal z Paolą Pezzo o zaledwie 9 sekund. Na tych samych mistrzostwach zdobyła jednak srebrny medal w sztafecie. Drużyna szwajcarska z Blatter w składzie powtórzyła ten wyczyn także na mistrzostwach w Lugano w 2003 roku oraz na mistrzostwach w Les Gets w 2004 roku.
Lepsze wyniki uzyskiwała na mistrzostwach Europy w kolarstwie górskim, gdzie wywalczyła złoty medal w sztafecie w 2003 roku. Ponadto w 1999 roku była indywidualną wicemistrzynią Europy, a w 2002 roku zajęła drugie miejsce w sztafecie.
Blatter zwyciężała w klasyfikacji generalnej Pucharu Świata w kolarstwie górskim w sezonach 2000 i 2001. W 2001 roku triumfowała także w klasyfikacji Pucharu Świata w cross-country time-trialu. Poza tym nigdy więcej nie stawała na podium klasyfikacji generalnej PŚ.